# Hypnum austrostramineum
Hypnum austrostramineum är en bladmossart som beskrevs av C. Müller in Neumayer 1890. Hypnum austrostramineum ingår i släktet flätmossor, och familjen Hypnaceae. Inga underarter finns listade i Catalogue of Life.